# (523645) 2010 VK201
(523645) 2010 VK201 est un objet transneptunien et une planète naine probable et candidat potentiel à la famille de Hauméa.